# 2016年11月中國大陸

## 11月1日
- 习近平总书记在北京会见了洪秀柱率领的中国国民党访问团一行。习近平呼吁两岸同胞高举中华民族伟大复兴中国梦的旗帜，共同为民族复兴而奋斗。[1]国民党在Facebook直播“习洪会”，双方都提到“九二共识”。[2]
- 中国自主研制的新一代隐身战斗机歼-20首次公开亮相参加中国珠海国际航展[3]。不久，歼-20开始列装空军作战部队。[4][5]

## 11月2日
- 中华人民共和国国务院总理李克强乘专机抵达比什凯克玛纳斯国际机场，开始对吉尔吉斯斯坦进行正式访问，并出席上合组织总理会。吉总理热恩别科夫到机场迎接[6]。当天他在当地最大报纸《吉尔吉斯斯坦言论报》发表署名文章[7]。
- 上午11时（UTC+8）香港立法会召开本届会期第4次会议。青年新政候任议员梁颂恒及游蕙祯在议员刘小丽完成宣誓后硬闯会议厅试图“自行宣誓”。导致会场混乱，会议中止，需要转场才能进行[8][9]。

## 11月3日
- 中华人民共和国总理李克强在出席上海合作组织成员国政府首脑（总理）理事会第十五次会议并访问吉尔吉斯斯坦后，乘专机离开吉首都比什凯克前往哈萨克斯坦[10]。
- 李克强总理将出席中哈总理第三次定期会晤并对哈萨克斯坦进行正式访问。这是李克强时隔两年再次访哈。哈萨克斯坦总理萨金塔耶夫到机场迎接[11]。

## 11月4日
- 李克强总理在出席中哈总理第三次定期会晤并正式访问哈萨克斯坦后，乘专机离开哈斯克斯坦阿斯塔纳前往拉脱维亚首都里加。哈总理萨金塔耶夫亲自到机场送行[12]。
- 拉脱维亚总理库钦斯基斯在纪念碑广场举行隆重仪式欢迎来访的李克强总理[13]。

## 11月5日
- 李克强总理出席第五次中国—中东欧国家领导人会晤并正式访问拉脱维亚后，乘专机离开拉脱维亚首都里加，前往俄罗斯圣彼得堡[14]。

## 11月6日
- 全国人大常委会即將就香港立法会宣誓风波释法之际，約1萬名香港群众參與反對釋法的遊行，部分抗議者其後聚集在中联办外示威，一度与警方爆发冲突[15]。

## 11月7日
- 第十二届全国人民代表大会常务委员会全票赞成通过《全国人大常委会关于香港特别行政区基本法第一百零四条的解释》。解释指出，宣誓人拒绝宣誓即丧失就任该条所列相应公职的资格，无效宣誓不得重新安排宣誓[16]。

## 11月8日
- 内地版廉政公署胎动：独立机构全面覆盖公职人员监察。[17]近日，中共中央办公厅印发《关于在北京市、山西省、浙江省开展国家监察体制改革试点方案》，部署在3省市设立各级监察委员会，从体制机制、制度建设上先行先试、探索实践，为在全国推开积累经验。[18]
- 根据江西省检察院指定管辖，南昌市检察院经初查，决定依法对江西省红十字会人体器官捐献管理中心副主任谢显慈（副处级）以涉嫌受贿罪立案侦查并采取强制措施。案件侦查工作正在进行中。[19]

## 11月9日
- 天津市第二中级人民法院和滨海新区法院等9家基层法院审理天津港“8·12”瑞海公司危险品仓库特别重大火灾爆炸事故并作出一审判决，共有49名责任人获刑，瑞海公司董事长于学伟被判处死缓。[20]

## 11月12日
- 中华人民共和国外交部部长王毅访问乌兹别克斯坦、赴土耳其举行中土外长磋商机制首次会议[21]。
- 中国第一位歼-10战斗机女飞行员余旭在驾驶八一飞行表演队的一架飞机的过程中遭遇严重事故，不幸殉职[22]。

## 11月14日
- 国家主席习近平同美国当选总统特朗普通电话。习近平祝贺特朗普当选美国总统。特朗普表示，感谢习主席祝贺我当选美国总统。我赞同习主席对美中关系的看法。中国是伟大和重要的国家，中国发展的良好前景令世人瞩目。美中两国可以实现互利共赢。我愿同你一道，加强美中两国合作。我相信美中关系一定能取得更好发展。[23]
- 四川省成都市蒲江縣村民李文华，同日於農作時，意外發現一隻学名「里氏盘腹蛛」的罕见蜘蛛。至此止，全中國僅僅發現到六隻野生種，四川省最後一次發現的時間，距今已16年。為首次（2000年）發現地四川省雅安市蘆山縣龍門鄉。此次發現之處，應屬此品種棲息最北端的分布紀錄。[24]

## 11月15日
- 香港高等法院原訟法庭裁定：在香港立法會宣誓風波中被指不當宣誓的梁頌恆及游蕙禎，已被取消議員資格。[25][26][27]

## 11月16日
- “百名红通人员”头号嫌犯杨秀珠回国投案自首。这是第37名归案的“百名红通人员”。[28]
- 据《每日邮报》报道，中国社交网站最近疯传一段美国当选总统唐纳德·川普4岁外孙女背诵唐诗的视频，在网民中引起广泛讨论，一周内已经获得870万次观看和2万个赞。视频中，阿拉贝拉身穿红色旗袍，背景是个大大的“福”。小姑娘用普通话背诵了唐诗《悯农诗》和《咏鹅》，只见她时而摇头晃脑，时而抖动身体，略显紧张。[29]

## 11月18日
- 神舟十一号飞船返回舱搭载航天员景海鹏、陈冬于内蒙古四子王旗安全着陆，完成为期三十天的太空任务。[30]

## 11月21日
- 中央纪委监察部网站刊文《从高级干部严起》，文中说：“周永康、薄熙来、郭伯雄、徐才厚、令计划等严重违纪违法案件的发生，警示我们现在并非“天下太平”，政治警觉性须臾不可放松。高级干部必须提高政治站位，时刻保持头脑清醒，决不允许在重大原则问题上立场摇摆、是非不分；决不允许漠视政治纪律，以至于出现了严重问题，还浑然不觉、麻木不仁，甚至跟着错误跑。”[31]
- 華西都市報轉述中國科學院院士翟婉明於同日公布，全世界第一條以新能源形式運行之空鐵試驗線，將在四川成都試運行。此運輸線亦是一條中國完全自主知識產權的新型軌道交通系統。路線全長1.4公里，整體呈「U字形」環繞於成都「雙流空港經濟技術開發區」的「中唐空鐵產業基地」。[32]
- 山西省公安廳交管局指出，同日上午9時，位於京昆高速公路山西平陽路段往太原方向，發生連環車輛追撞意外。暫推論為該路段，因受雨雪讓道路表面產生溼滑，導致追撞意外，至深夜11時止，已造成17人死亡、37人受傷、56台車輛受損。[33]
- 中國證券網報導，中國31省2016年前3季（GDP）出爐。其中，重慶與西藏GDP年增率均以「10.7%」並列第1。唯一出現負成長的遼寧省則以「-2.2%」的成績落於最後。[34]
- 中华人民共和国国务院总理李克强在上海出席第九届全球健康促进大会开幕式并发表主旨演讲，提出四点建议：加强政策对话，搭建健康治理合作平台；促进包容联动，构建全球公共卫生安全防控体系；推动创新合作，增强健康供给和服务能力；倡导互学互鉴，促进传统医学和现代医学融合发展[35]。
- 臺灣中央通訊社轉述中國武漢晚報報導，隨著中國清裝劇風行，傳為慈禧太后養生祕方-「阿膠」，近10年之銷售價直以瘋漲，漲價超過近40倍以上。中國販售「阿膠」之相關業者，因應市場熱銷因素，四處極力搜尋關鍵原料「驢皮」，甚至部分企業，遠自非洲地區，大量引進毛驢。[36]

## 11月22日
- 中新社報導，中國部份區域氣溫驟降，2016年入冬以來，最低溫紀錄出現在內蒙古自治區呼倫貝爾根河市的金河鎮（攝氏零下39.8），此紀錄已創當地近30年的最低溫紀錄。[37]

## 11月24日
- 中国江西省丰城市一家电厂里正在建造的冷却塔的施工平台发生倒塌。事故已造成74人遇难。[38]

## 11月25日
- 数千名中国公民因涉嫌从事网络赌博活动，在菲律宾邦板牙省洪溪礼士市某度假村被抓获。[39]

## 11月26日
- 新疆克孜勒苏州阿克陶县发生6.7级地震，震源深度10千米，至少造成1人死亡。[40]

## 11月27日
- 国家公务员考试开考，共有148.63万人通过了用人单位的资格审查参加考试，平均55人竞争1个岗位。[41]

## 11月28日
- 就星加坡运台装甲车于香港被截查事件，外交部正式向新加坡提出抗议。[42]

## 11月30日
- 香港高等法院上訴法庭頒下判詞，駁回在香港立法會宣誓風波中被指不當宣誓的梁頌恆及游蕙禎，就被撤銷議員資格的上訴許可申請。[43][44]
- 联合国教科文组织通过决议，将中国申报的“二十四节气——中国人通过观察太阳周年运动而形成的时间知识体系及其实践”列入联合国教科文组织人类非物质文化遗产代表作名录。[45]
- 天主教成都教区候任主教唐远阁神父获梵蒂冈认可后，举行祝圣仪式正式成为教区主教。[46]